# Почетни граждани на Пазарджик
Със званието „Почетен гражданин на Пазарджик“ се удостояват български и чужди граждани. Присъжда се и посмъртно при доказване на принос в повишаване на авторитета на Пазарджик и община Пазарджик в различните сфери на обществено-политическия и културния живот. Удостоените получават почетен знак с герба на Пазарджик, удостоверение за полученото звание и предметни награди.
| Дата на присъждане | Име                     | Заслуги |
| ------------------ | ----------------------- | --- |
| 1966               | Георги Герасимов        | „по повод на 60-годишнината си и за приноса му в съкровищницата на националното ни изкуство и големите му заслуги за развитие на културата на Пазарджик“ |
| 1967               | Константин Величков     | „за изключителни заслуги в областта на просветата и културата и за укрепване връзките с руския народ“ |
| 1968               | Георги Машев            | „за приноса му в развитието на националното изобразително изкуство и големите му заслуги към родния град“ |
| 1970               | Асен Калоянов           | „за принос в областта на поетическото творчество“ |
| 1971               | Александър Настев       | „за заслуги в областта на поезията и журналистиката“ |
| 1971               | Крюгер Джорнилов        | „за дългогодишна дейност и заслуги за издигане на театралното изкуство в Пазарджик“ |
| 1972               | Йордан Биков            | „многократен републикански шампион, два пъти шампион на Балканите и на Европа по вдигане на тежести в категория до 75 кг, олимпийски шампион от Мюнхен 1972“ |
| 1972               | Георги Мърков           | „за олимпийската му титла по класическа борба от Мюнхен 1972“ |
| 1972               | Атанас Шопов            | „многократен републикански, световен и олимпийски шампион по вдигане на тежести“ |
| 1973               | проф. Иван Батаклиев    | „за обогатяване на българската наука с нови изследвания в областта на географията. Написал историята на Пазарджишкия край“ |
| 1973               | Никола Фурнаджиев       | „по случай 70-годишнината от рождението му и за принос в областта на поезията и публицистиката“ |
| 1977               | Георги Котов            | „за участието му в Освобождението на Пазарджик от фашизма на 9.ІХ.1944 г.“ |
| 1979               | проф. Величко Минеков   | „за приноса му в развитието на българското пластично изкуство и създаването на открита художествена галерия в Пазарджик“ |
| 1980               | Марксен Бредихин        | „за участието му в Освобождението на Пазарджик от фашизма през 1944 г.“ |
| 1980               | Цола Драгойчева         | „народен представител от Пазарджик“ |
| 1980               | полк. Георги Иванов     | „първият български космонавт“ |
| 1981               | Надка Караджова         | „носителка на златни медали от световни фестивали, на сребърни отличия от наши и европейски изяви“ |
| 1982               | Димитър Методиев        | „за значителни творчески постижения и принос в развитието на културата на България, за активно участие, съдействие и заслуги в изграждането на гр. Пазарджик“ |
| 1983               | Нешка Робева            | „за извисяване спортната слава на България, за принос в развитието на художествената гимнастика, за извоюване шампионските титли на световното първенство по художествена гимнастика в Страсбург`83, Франция“ |
| 1983               | Диляна Георгиева        | „за извисяване спортната слава на България, за принос в развитието на художествената гимнастика, за извоюване шампионските титли на световното първенство по художествена гимнастика в Страсбург`83, Франция“ |
| 1983               | Анелия Раленкова        | „за извисяване спортната слава на България, за принос в развитието на художествената гимнастика, за извоюване шампионските титли на световното първенство по художествена гимнастика в Страсбург`83, Франция“ |
| 1983               | Лилия Игнатова          | „за извисяване спортната слава на България, за принос в развитието на художествената гимнастика, за извоюване шампионските титли на световното първенство по художествена гимнастика в Страсбург`83, Франция“ |
| 1985               | проф. д-р Стоимен Дъбов | „за принос в развитието на българското здравеопазването“ |
| 1985               | Неделчо Шишков          | „за постигнати високи спортни успехи и за утвърждаване на пазарджишкия корабомоделизъм като водещ в страната“ |
| 1987               | Златка Дъбова           | „за приноса ѝ в националното изобразително изкуство и развитието на културата в родния град“ |
| 1989               | проф. д-р Атанас Божков | „за големия му принос в развитието на българското изобразително изкуство“ |
| 1997               | Иван Спасов             | „за приноса му за утвърждаване на Пазарджик като център на музикално-културно събитие от национално значение“ |
| 1998               | Стоян Бакърджиев        | „за големите му заслуги в преводаческото дело в България“ |
| 1998               | Иван Иванов             | „за изключителния принос в съвременната българска поезия и националната ни литературата и заслугите му за укрепване на дружеството на СБП в Пазарджик“ |
| 2001               | Райко Алексиев          | „Автор на сборници с хумористични разкази и фейлетони. Редактор и издател на хумористичния вестник „Щурец““ |
| 2001               | Димитър Бояджиев        | „за изключителен принос в съкровищницата на българската любовна лирика“ |
| 2001               | Ованес Съваджъян        | „за заслуги в спасяването от гибел на българското население в града по време на Руско-турската война 1877 – 1878 г.“ |
| 2001               | Теодор Траянов          | „поет, преводач, драматург, дипломат, роден в Пазарджик“ |
| 2002               | Станислав Доспевски     | „за големи граждански заслуги“ |
| 2002               | Димитър Казаков         | „за принос в съвременното българско изкуство“ |
| 2004               | Георги Георгиев         | „за завоюваното олимпийско бронзово отличие – Атина `2004 и цялостни постижения в областта на спорта“ |
| 2004               | акад. Петър Кендеров    | „за изключителни научни постижения и мястото му в българските математически науки“ |
| 2005               | д-р Илия Матакиев       | „за значителен принос в развитието на здравеопазването в Пазарджик през първата половина на ХХ век, за участието му като военен лекар в Балканската, Междусъюзническата и Първата световна война и за широката му обществена дейност като основател, член и председател на различни културно-просветни дружества и общности в града“ |
| 2007               | Валентина Сиропуло      | „за проявено мъжество, доблест и „героизъм в екстремна ситуация“ в затвора в Либия“ |
| 2011               | Трендафилка Хамалска    | |
| 2017               | Александър Арнаудов     | |
| 2017               | арх. Георги Сарамбелиев | |
| 2017               | Ренета Камберова        | |
| 2018               | акад. Владимир Овчаров  | |
| 2018               | акад. Димитър Димитров  | |